# Indophantes halonatus
Indophantes halonatus là một loài nhện trong họ Linyphiidae.
Loài này thuộc chi Indophantes. Indophantes halonatus được miêu tả năm 1995 bởi Li & Zhu.